# El cielo está en cualquier lugar
El cielo está en cualquier lugar ( en inglés: The sky is everywhere ) es la primera novela de la escritora estadounidense Jandy Nelson. Fue publicado por primera vez en 2010 y tuvo un gran éxito en Estados Unidos.

## Sinopsis
Lennie Walker, de diecisiete años, lectora empedernida y fanática de la música, es segundo clarinete de la banda de su instituto. 
Vive feliz y sin contratiempos a la sombra de Bailey, su impetuosa hermana mayor. Pero cuando Bailey muere repentinamente, Lennie se convierte en protagonista de su propia vida... Y aunque nunca había salido con ningún chico, de pronto se encuentra intentando compatibilizar a dos.
Toby era el novio de Bailey; Lennie se identifica con el dolor que siente. Joe es el chico nuevo del pueblo, acaba de llegar de París y su sonrisa casi mágica solo puede compararse con su talento musical. Para Lennie son el sol y la luna: uno la saca de su pesar mientras otro le ofrece consuelo.
Aunque, al igual que los propios cuerpos celestes, si llegan a chocar estallará el mundo entero.
Lennie Walker vive con su tío Big, y su abuela Abu. La madre de Lennie y Bailey, Paige, las abandonó hace mucho; la familia vive de las flores que cultiva Abu y de una empresa informal de cáterin en la que Lennie prepara lasañas. Lennie es, además, una dotada clarinetista y una lectora ferviente y continua de Emily Brontë (ha leído Cumbres Borrascosas veintitrés veces).
Nadie puede entender el dolor de Lennie, o eso piensa ella. Nadie puede llegar a sentir el tremendo vacío que ha supuesto la muerte de Bailey. Ya no podrán contarse secretos, ni compartir su vida, ni imaginar dónde puede estar esa madre que las abandonó hace tanto tiempo. Ni Abu, su abuela, la que pinta mujeres verdes y tiene muy vivo el recuerdo de su hija; ni su tío, Big, ni tampoco su mejor amiga, Sarah. Nadie.
Bailey murió de un ataque al corazón, mientras representaba el papel de Julieta en el teatro "Romeo y Julieta". Desde entonces, para ella nada ha sido igual. Mantiene su recuerdo atrapado en la habitación que compartieron, ahora llamada El Santuario. Allí, Bailey está viva, entre la ropa, en su mesita de noche, entre sus cuadernos. Ella misma nos presenta trozos de su vida, de sus recuerdos sobre Bailey allá donde ha escrito: en papeles, envoltorios, vasos y demás superficies donde sea posible escribir.
Sólo puede sentirse bien de dos maneras. Una de ellas es cuando está con Toby, el novio de Bailey antes de que ella muriera. Parece que, cuando están juntos, pueden hacerla revivir, convertir su recuerdo en algo real y cercano. Siente que es la única persona que realmente la entiende, que comparte su dolor y su pena, que la puede consolar.
La otra manera es estando con Joe Fontaine. El chico nuevo, alguien que sólo la conoce después de la muerte de su hermana. El que se acerca a ella, el que comparte su amor por la música y quiere oírla tocar, el que hace que olvide a Bailey, el dolor, su pena. El chico del que se enamorará, y la hará comprender que el cielo está en cualquier lugar.